# Jan Otto Andersson
Jan Otto Andersson, född 24 augusti 1943 i Åbo, är en finländsk nationalekonom och samhällsdebattör. Han är son till Sven Andersson och far till Janina Andersson. 
Andersson blev politices doktor 1976, blev docent i internationell ekonomi vid Åbo Akademi 1979 och har periodvis varit tillförordnad professor i nationalekonomi där. Han är en av Svenskfinlands mest engagerade vänsterdebattörer och av hans många skrifter och artiklar kan nämnas böckerna Den förbryllade nationalstaten (1982) och Vänsterframtid (1988). Han var ordförande för DFFF:s svenska landsstyrelse 1983–1989 och styrelsemedlem i Vänsterförbundet 1990–1995. Han ledde 1994 kampanjen Vänsterns nej till EU.

## Utmärkelser
- Riddartecknet av I klass av Finlands Vita Ros’ orden[1]

[Redigera Wikidata]